# پیروو
پیروو (به آلمانی: Pirow) یک شهر در آلمان است که در پریگنیتس واقع شده‌است. پیروو ۵۱۹ نفر جمعیت دارد.